# Hagen (westfälisches Adelsgeschlecht)

Wappen der Orth ab Hagen

Die von Hagen sind ein westfälisches Uradelsgeschlecht, das mit Arndoldus und Sintramus von Hagen im Jahr 1267 urkundlich erstmals erwähnt wurde. Ca. 1500 beginnt die direkte Stammreihe mit Cordt ab Hagen. Das ritterliche Geschlecht der von Hagen ist im 13. und 14. Jahrhundert als in Geseke ansässig beurkundet.

## Geschichte
Der Familienname von oder ab Hagen, ist germanischen Ursprungs und bedeutet Wald oder Waldhecke. Urkundlich erscheint der Name bereits im 12. und 13. Jahrhundert in der Region zwischen Soest und Paderborn. Die von Hagen hatten großen Allodial- und Lehensbesitz im Geseker und Rüthener Raum, der als Zeichen hohen Alters und möglichen sächsischen Ursprungs gelten kann. Das älteste Geseker Amtsbuch, datiert auf ca. 1350, enthält die Namen der Johannes „haghenen“, Burhardus und „Syffridus Haghene“. Ein Kopiar von 1369 erwähnt ein Grundstück „in loco dicto Vulnershagen in Gesicke“. Auch heute nennt man die im alten Stadtgraben angepflanzten Gärten „Hagen“. Dies lässt vermuten, dass die Familie „von Hagen“ schon lange vor 1350 in Geseke ansässig sind.
Das Stammhaus der Familie befand sich in der Düstergasse In Geseke, wo sich heute jedoch ein Franziskanerkloster befindet. Sie stand im Lehensverhältnis zu den Grafen von Arnsberg und in der Stellung des sogenannten Ministerialadels zu den Erzbischöfen in Köln. Nicht nur umfangreicher Grundbesitz, sondern auch verwandtschaftliche Verbindungen mit den angesehensten Familien westfälischer Städte, macht eine Zugehörigkeit zur führenden Gesellschaftsschicht deutlich. Zu den nahen und versippten Familien zählt Josef Bender u. a. die Orth ab Hagen, Grote, Schlaun, von Loen, von Bismarck, von Thülen und von Fürstenberg. 1561 wurde die Einrichtung der Familienstiftung durch Conrad Orth ab Hagen, auf Geheiß des Bernhard von Hagen vollzogen. Als Gründungsdatum gibt der Kölner Gymnasial- und Stiftungsfonds, bei dem bis heute das Abstammungsregister geführt wird, den 28. Oktober 1594 an.

## Wappen

Siegel von Sintramus von Hagen

Das Wappen der Orth ab Hagen aus Geseke wird nach Spießen blasoniert: In Blau eine weiße Muschel, auf dem Helm ein blau weißer Wulst, darüber zwei weiße Stämme, aus deren jedem drei rote Flammen hervorkommen, zwei nach innen eine nach außen.

## Gleichnamige Adelsgeschlechter
Es gibt verschiedene weitere Adelsfamilien des Namens Hagen, die nicht miteinander verwandt sind, wie die bereits 1255 erloschenen hessischen Reichsministerialen von Hagen-Münzenberg, die thüringischen Freiherren und Grafen vom Hagen, das neumärkisch-pommersche Uradelsgeschlecht von Hagen, die von dem Hagen oder die briefadeligen von Hagen des (Generalleutnants Heinrich von Hagen, 1871 in den preußischen Adelsstand erhoben).
Einige der Adelsgeschlechter des Namens Hagen haben einen gemeinsamen Familienverband gegründet.
Des Weiteren gibt es bürgerliche Familien gleichen Namens, siehe Hagen (Familienname).

## Weitere Literatur
- Joseph Bender: Geschichte der Stadt Rüden. Eine Darstellung ihrer Einrichtungen ihrer Gemeinschaftsverhältnisse mit den Landgemeinden und ihrer Schicksale, Werl 1848. S. 453 f. Reprint, Verlag Stein, Werl 1973. ISBN 3-920980-06-9.